# Lliga de la Joventut Patriòtica Socialista
La Lliga de la Joventut Patriòtica Socialista (en coreà: 사회주의애국청년동맹) és la principal organització juvenil de Corea del Nord. L'organització, formada a partir del Komsomol soviètic, inclou a joves d'entre 15 i 30 anys.

## Història
La Lliga va ser fundada el 17 de gener de 1946 com a Unió de la Joventut Democràtica de Corea, la joventut del llavors Partit dels Treballadors de Corea del Nord. Uns mesos més tard, al juny de 1946, va entrar a formar part de la Federació Mundial de la Joventut Democràtica, establint relacions amb altres moviments de joves del món.
Al 1949 va ser rebatejada com a Lliga de la Joventut Democràtica de Corea i al maig de 1964 va ser modificat a Lliga de la Joventut Treballadora Socialista de Corea. En el mes de gener de 1996, en el 50è aniversari de la seva fundació, l'organització va canviar el seu nom de nou i va passar a anomenar-se Unió de la Joventut Socialista Kim Il Sung i va iniciar una nova etapa en el seu desenvolupament.
Al 2016 la Lliga tornaria a modificar el nom a Lliga de la Joventut Kimilsungista-Kimjongilista fins al 2021, quan adopten el nom actual Lliga de la Joventut Patriòtica Socialista.